# Nangkor
Nangkor är en gewog i Bhutan.   Den ligger i distriktet Zhemgang, i den centrala delen av landet, 120 km öster om huvudstaden Thimphu.